# DMPU
Il 1,3-dimetil-3,4,5,6-tetraidro-2(1H)-pirimidinone, meglio noto come DMPU, è una urea ciclica utilizzata spesso come solvente polare aprotico, molto simile all'1,3-dimetil-2-imidazolidinone (DMI), l'analogo con ciclo a cinque termini. Nel 1985 Dieter Seebach mostrò come fosse possibile sostituire la più tossica esametilfosforamide (HMPA) con la DMPU.